# Бриентский сельсовет
Бриентский сельсовет — сельское поселение в Кваркенском районе Оренбургской области Российской Федерации.
Административный центр — село Бриент.

## История
9 марта 2005 года в соответствии с законом Оренбургской области № 1900/342-III-ОЗ образовано сельское поселение Бриентский сельсовет, установлены границы муниципального образования.
26 июня 2013 года в соответствии с законом Оренбургской области № 1650/458-V-ОЗ в состав сельсовета включен  упразднённый Просторский сельсовет.

## Население
| 2010  | 2012  | 2013  | 2014  | 2015  | 2016  | 2017  |
| ----- | ----- | ----- | ----- | ----- | ----- | ----- |
| 964   | ↘930  | ↘907  | ↗1576 | ↘1514 | ↘1512 | ↘1486 |
| 2018  | 2019  | 2020  | 2021  |       |       |       |
| ↘1456 | ↘1383 | ↘1326 | ↘1292 |       |       |       |

## Состав сельского поселения
| № | Населённый пункт | Тип населённого пункта       | Население |
| - | ---------------- | ---------------------------- | --------- |
| 1 | Бриент           | село, административный центр | 815       |
| 2 | Комсомольский    | посёлок                      | 149       |
| 3 | Просторы         | село                         | ↘715      |